# Денхольм
Денхольм (нем. Dänholm, буквально — «Датский остров») — остров в проливе Штрелазунд, расположен между Рюгеном и Штральзундом.
Денхольм соединён с Рюгеном и Штральзундом старым Рюгенским мостом. Новый мост Штрелазундкверунг от Штральзунда до Рюгена, хоть и пересекает Денхольм, но не обеспечивает на него доступ.
Остров известен тем, что в мае 1429 года возле него произошло морское сражение в ходе войны между Кальмарской унией и Ганзейским союзом, а также столкновениями 1807 года между французскими и шведскими войсками. 
Сегодня на острове расположены военно-морской музей по истории немецкого военного флота и филиал Океанографического музея Штральзунда.